# Lagos Open
Il Lagos Open è stato un torneo di tennis facente parte del Grand Prix, del WCT e dell'ATP Challenger Series giocato dal 1976 al 1991 a Lagos in Nigeria su campi in terra rossa e cemento.

## Albo d'oro

### Singolare
| Anno | Vincitore         | Finalista        | Punteggio      |
| ---- | ----------------- | ---------------- | -------------- |
| 1976 | Dick Stockton     | Arthur Ashe      | 6–3, 6–2       |
| 1977 | Non disputato     | Non disputato    | Non disputato  |
| 1978 | Kjell Johansson   | Robin Drysdale   | 9–8, 6–3       |
| 1979 | Hans Kary         | Peter Feigl      | 6–4, 3–6, 6–2  |
| 1980 | Peter Feigl       | Harry Fritz      | 6–2, 6–3, 6–2  |
| 1981 | Larry Stefanki    | Peter Feigl      | 5–7, 6–3, 6–0  |
| 1982 | Non disputato     | Non disputato    | Non disputato  |
| 1983 | Craig Wittus      | Michiel Schapers | 6–3, 4–6, 11–9 |
| 1984 | Non disputato     | Non disputato    | Non disputato  |
| 1985 | Nduka Odizor (2)  | Thomas Muster    | 6–3, 6–2       |
| 1986 | Nduka Odizor (1)  | Marcel Freeman   | 6–2, 6–3       |
| 1987 | Jorge Lozano      | Nduka Odizor     | 6–4, 6–4       |
| 1988 | Non disputato     | Non disputato    | Non disputato  |
| 1989 | Paul Haarhuis (2) | Karel Nováček    | 4–6, 7–6, 6–4  |
| 1990 | Non disputato     | Non disputato    | Non disputato  |
| 1991 | Paul Haarhuis (1) | T. J. Middleton  | 6–3, 6–3       |

### Doppio
| Anno | Vincitori                   | Finalisti                          | Punteggio      |
| ---- | --------------------------- | ---------------------------------- | -------------- |
| 1976 | Non completato              | Non completato                     | Non completato |
| 1977 | Non disputato               | Non disputato                      | Non disputato  |
| 1978 | George Hardie Sashi Menon   | Colin Dowdeswell Jürgen Fassbender | 6–3, 3–6, 7–5  |
| 1979 | Joel Bailey Bruce Kleege    | Ismail El Shafei Peter Feigl       | 6–4, 6–7, 6–3  |
| 1980 | Tony Graham Bruce Nichols   | Kjell Johansson Leo Palin          | 6–3, 0–6, 6–3  |
| 1981 | Bruce Kleege Larry Stefanki | Ian Harris Craig Wittus            | 6–2, 3–6, 6–3  |
| 1982 | Non disputato               | Non disputato                      | Non disputato  |
| 1983 | Wesley Cash John Mattke     | Jonathan Canter Joe Meyers         | 6–3, 3–6, 6–3  |
| 1984 | Non disputato               | Non disputato                      | Non disputato  |
| 1985 | Egan Adams Mark Wooldridge  | Peter Elter Peter Feigl            | 6–4, 6–4       |
| 1986 | Leo Palin Olli Rahnasto     | Lloyd Bourne Brett Dickinson       | 4–6, 7–6, 6–4  |
| 1987 | Lloyd Bourne Jeff Klaparda  | Loïc Courteau Éric Winogradsky     | 6–7, 6–2, 7–6  |
| 1988 | Non disputato               | Non disputato                      | Non disputato  |
| 1989 | Alfonso Mora James Schor    | Jacco Eltingh Paul Haarhuis        | 6–7, 7–6, 7–5  |
| 1990 | Non disputato               | Non disputato                      | Non disputato  |
| 1991 | Ugo Colombini Paul Wekesa   | Daniel Marco Clément N'Goran       | 7–5, 6–1       |